# Saison cyclonique 2018 dans l'océan Pacifique nord-est
La saison cyclonique 2018 dans l'océan Pacifique nord-est est la saison cyclonique dans le Nord-Est de cet océan. Officiellement, elle débute le 1er juin 2018 et se termine le 30 novembre 2018.

## Nom des tempêtes
La liste des noms utilisée pour nommer les tempêtes et les typhons pour 2018 sera la même que celle de la saison cyclonique 2012. Les noms utilisés en 2018 ensuite retirés, si c'est le cas, seront annoncés lors du printemps 2019 lors de la réunion de l'Organisation météorologique mondiale. La saison commence avec la dépression tropicale Un le 10 mai 2018.
| 4  | Aletta   |
| 4  | Bud      |
| TT | Carlotta |
| TT | Daniel   |

| TT | Emilla |
| 2  | Fabio  |
| TT | Gilma  |
| 4  | Hector |

| TT | Ileana |
| 2  | John   |
| TT | Kristy |
| 5  | Lane   |

| 2  | Miriam |
| 4  | Norman |
| 4  | Olivia |
| TT | Paul   |

| 4  | Rosa   |
| 4  | Sergio |
| 5  | Walaka |
| TT | Tara   |

| TT  | Vicente |
| 5   | Willa   |
| TT  | Xavier  |
| N/D | Yolanda |
| N/D | Zeke    |

| 4  | Aletta   |
| 4  | Bud      |
| TT | Carlotta |
| TT | Daniel   |

| TT | Emilla |
| 2  | Fabio  |
| TT | Gilma  |
| 4  | Hector |

| TT | Ileana |
| 2  | John   |
| TT | Kristy |
| 5  | Lane   |

| 2  | Miriam |
| 4  | Norman |
| 4  | Olivia |
| TT | Paul   |

| 4  | Rosa   |
| 4  | Sergio |
| 5  | Walaka |
| TT | Tara   |

| TT  | Vicente |
| 5   | Willa   |
| TT  | Xavier  |
| N/D | Yolanda |
| N/D | Zeke    |

## Résumé saisonnier

### Dépression tropicaleUn
Au début du mois de mai, une dépression ou une onde tropicale située dans l' auge de la mousson, qui se dirigeait vers l' ouest, a interagi avec une onde de Kelvin à convection couplée . Cette interaction a conduit à une vaste zone de pluies et d'orages bien au sud-ouest du Mexique , que le National Hurricane Center a commencé à surveiller la formation de cyclones tropicaux le 7 mai.  La perturbation s'est organisée au cours des 48 prochaines heures. centre défini nécessaire pour la classification;  À la fin du 9 mai, les conditions environnementales devenaient moins favorables au développement. Malgré cela, une augmentation de la convection et la formation d'une circulation bien définie ont conduit à la désignation de la première dépression tropicale de la saison à 21:00 UTC le 10 mai. Le système ne s'est pas intensifié après la formation et, en raison de fort cisaillement du vent d'ouest, a finalement dégénéré en un reste faible par 03:00 UTC le12 mai.

### OuraganAletta
Le 1er juin, le NHC a noté le potentiel de développement tropical bien au sud du Mexique au cours des jours suivants. Une grande zone de temps perturbé s'est formée tard le 2 juin  s'organisant progressivement dans la deuxième dépression tropicale de la saison par 03:00 UTC le 6 juin comme bande en spirale proéminente enveloppée dans son centre. 
Une augmentation de la convection profonde signifiait son développement dans la tempête tropicale Aletta six heures plus tard. Le cyclone nouvellement formé s'est déplacé généralement ouest-nord-ouest après la formation, lentement pour intensifier en tant qu'intrusion d'air sec et cisaillement sud-ouest modéré affecté son modèle de nuage. Au 7 juin, cependant, le centre est devenu mieux situé dans la convection profonde et un œil est apparu, menant au premier ouragan de la saison à 21h00 UTC. La structure de tempête a continué à s'améliorer dans les heures matinales du 8 juin, et Aletta s'est intensifiée rapidement dans un ouragan de catégorie 2 six heures plus tard.
Par la suite, Aletta a continué son intensification rapide, atteignant l'intensité de catégorie 3 seulement trois heures plus tard, devenant le premier ouragan majeur de la saison. Neuf heures plus tard, Aletta a continué à s'intensifier rapidement pour devenir un ouragan de catégorie 4 vers 15 h UTC, avec des vents d’Aletta doublant de 110 à 220 km/h sur une durée de 24 heures.  Le cisaillement de vent fort et les températures plus froides de l'océan ont mené à l'affaiblissement rapide peu de temps après, avant une dissipation le 12 juin 2018.

### OuraganBud
Le 4 juin, le National Hurricane Center (NHC) a commencé à surveiller une zone de basse pression qui devait se former à quelques centaines de kilomètres au sud du golfe de Tehuantepec . Une vaste zone de temps perturbé s'est formée le 5 juin en association avec une vague tropicale se déplaçant vers l'ouest . L'organisation graduelle s'est produite pendant que la vague traquait généralement vers l'ouest à travers l'océan pacifique oriental. Le 9 juin, la perturbation a développé une circulation de surface bien définie, conduisant à la classification d'une dépression tropicale à 21h00 UTC.  Six heures plus tard, la dépression a renforcé dans la tempête tropicale Bud. Et dans les 12 heures, un ouragan de catégorie 1 et Bud ont finalement été renforcés en un ouragan majeur le 11 juin à 12 h UTC.

### Tempête tropicaleCarlotta
Le 12 juin, une vaste zone de basse pression se forme au sud du Mexique, s'organisant pour devenir la quatrième dépression tropicale de la saison, le 14 juin à 21 h 0 UTC et par la suite, la tempête tropicale Carlotta, à environ 18 h 0 UTC le 15 juin. De premières prévisions montrent la tempête s'intensifier légèrement avant de toucher terre sur la côte mexicaine. Au lieu de cela, Carlotta est restée en mer et s'est renforcée pour atteindre des pointes de vent maximales de 100 km/h, alors que se forment un noyau interne et un œil. L'interaction entre le mur de l'œil du système et la terre entraîne rapidement un affaiblissement de la tempête alors qu'elle longe le littoral mexicain, et Carlotta tombe à l'intensité d'une dépression tropicale à 18 h 0 UTC le 17 juin, avant de dégénérer en une dépression résiduelle à 0 h 0 UTC le 19 juin.